# Обелиск у Топчидерском парку
Обелиск у Топчидерском парку у Београду, подигнут 1859. године, рад је каменоресца Франца Лорана чији се потпис налази на споменику. Представља непокретно културно добро као споменик културе.

## Историјат и изглед
Споменик је из друге половине 19. века, а подигнут је у част другог доласка кнеза Милоша у Србију. Једноставан облик камене зарубљене пирамиде, лепо пропорционисане и скромно али зналачки украшене профилисаним венцима и хералдичким пољима при врху, дају овом споменику монументалност и поред не великих димензија. Локација Обелиска у централној алеји најстаријег дела Топчидерског парка, а истовремено у оси еркера главне фасаде Милошевог конака, говори о укусу и узорима времена у коме је споменик подигнут, а има аналогија у барокним решењима двораца са вртовима у Европи 18. века. 
На територији Србије представља јединствено решење овога типа.